# Хамадори

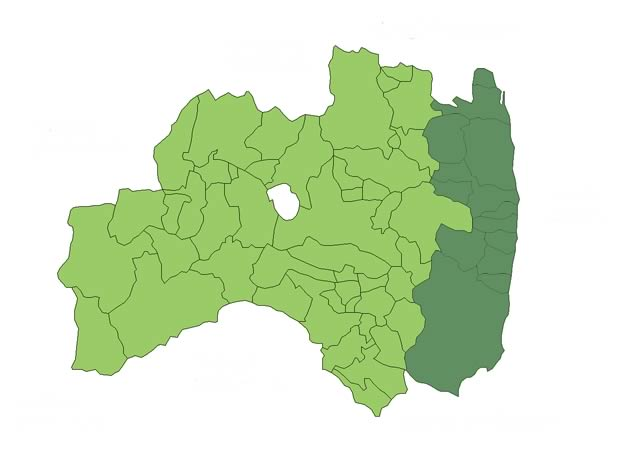
Область Хамадори (выделена тёмно-зелёным) в составе современной префектуры Фукусима.

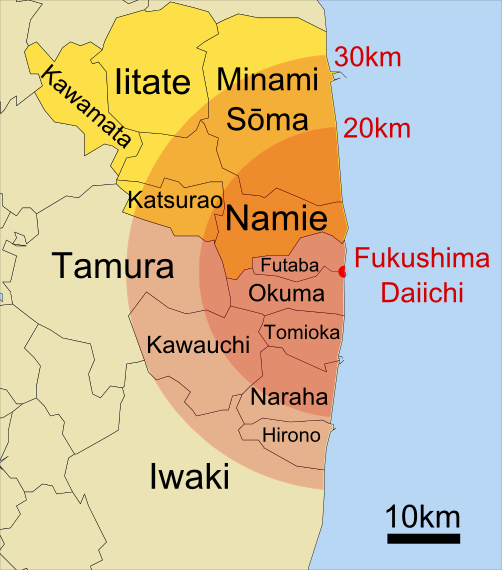
Первоначально радиус зоны отчуждения составлял 30 километров, и увеличивался на северо-запад до 45 км. С 2011 и до 2019 года радиус зоны отчуждения уменьшился до 10 км и до 35 километров на северо-запад. Карты с обновлённой информацией.

Хамадори (яп. 浜通り) — область, занимающая восточную часть японской префектуры Фукусима. Одна из трёх областей префектуры Фукусима включая Накадори в центральной части префектуры и Айдзу на западе. По оценкам на 1 апреля 2017 года, население составляет 456 094 человек, площадь 2969,11 км², плотность 153,61 человек/км². 
Главный город области — Иваки.

## История
В связи с аварией на АЭС Фукусима-1 в префектуре Фукусима сильнее всего пострадал регион Хамадори. Его центральная часть входит в Фукусимскую зону отчуждения созданную в 2011 году. Первоначально радиус зоны отчуждения составлял 30 километров, и увеличивался на северо-запад до 45 км, так как во время катастрофы в ту сторону дул ветер. В связи с активной проходящей в Японии после катастрофы с 2011 года дезактивации пострадавших земель, уровень радиации в воздухе в префектуре Фукусима значительно снизился по сравнению с апрелем 2011 года. По состоянию на 2019 год обеззараживание и дезактивация земель префектуры завершено во всех районах, за исключением фукусимской зоны отчуждения. В префектуре Фукусима некоторые районы обеззараживаются национальными правительственными учреждениями, а другие — муниципальными учреждениями. С 2011 и до 2019 года радиус зоны отчуждения значительно уменьшился до 10 км и до 35 километров на северо-запад до северных границ посёлка Намиэ и небольшого южного района села Иитате. После пересмотра закона о специальных мерах по реконструкции и возрождению Фукусимы (май 2017 года) национальное правительство смогло определить специальные зоны для реконструкции и возрождения (SZRR). В зоны по данному закону входят населённые пункты или их части, которые сегодня по состоянию на 2019 год входят в фукусимскую зону отчуждения: посёлок Футаба, посёлок Окума, посёлок Намиэ, посёлок Томиока, село Кацурао, село Иитате. Пересмотренный закон будет сосредоточен на проведении дезактивации и развитии инфраструктуры обозначенных зон с целью создания условий для отмены эвакуации и возвращения жителей.

### Эвакуированные населённые пункты, входящие вФукусимскую зону отчуждения
- Футаба — приказ об эвакуации был отменён 4 марта 2020 года, но только на северо-востоке посёлка, а также в районе железнодорожной станции Футаба.[12][13][14]
- Окума — с 10 апреля 2019 приказ об эвакуации был отменён, но по состоянию на 2019 года «труднодоступная территория» по-прежнему занимает большую часть посёлка (приказ об эвакуации отменён только на юго-западе посёлка).[15][16][17]
- Намиэ — приказ об эвакуации был отменен 31 марта 2017 года, но по состоянию на 2019 года «труднодоступная территория» по-прежнему занимает большую часть посёлка (приказ об эвакуации отменён только на юго-востоке посёлка)[18][16]
- Томиока — приказ об эвакуации 1 апреля 2017 года был отменен, за исключением небольшого «труднодоступного района» на северо-востоке, и возвращение жителей разрешено.[19]
- Кацурао — на 90 % село пригодно для возвращения жителей (за исключением небольшого «труднодоступного района» на северо-востоке).[3][4]
- Каваути — c 2014 года все ограничения на проживание в селе были сняты.[16]
- Нараха — приказ об эвакуации 5 сентября 2015 года был отменен и возвращение жителей разрешено.[20]
- Иитате — эвакуация была отменена 1 апреля 2017 года, за исключением небольшого района на юге Иитате, граничащего с соседним посёлком Намиэ, который остается практически полностью закрытой зоной. Однако только треть бывших жителей выразили намерение вернуться обратно.[21]
- Кавамата — эвакуация отменена.